# Aureliano de Figueiredo Pinto
Aureliano de Figueiredo Pinto (Tupanciretã, 1º de agosto de 1898 — Santiago do Boqueirão, 22 de fevereiro de 1959) foi um médico, jornalista, poeta, historiador e escritor brasileiro.

## Infância e educação
Descendente dos  Figueiredo Paz e dos Pinto,  nasceu na estância São Domingos ( antiga estância  jesuítica), no município gaúcho de Tupanciretã,  filho de Domingos Hipólito Pinto (filho do Coronel José Hipólito Pinto) e Marfiza de Figueiredo Pinto (filha do Coronel Aureliano
de Figueiredo Paz. Iniciou seus estudos no Ginásio Santa Maria, terminando no Colégio Júlio de Castilhos, em Porto Alegre.
Fez os dois primeiros anos de medicina, no Rio de Janeiro, mas formou-se na Faculdade de Medicina de Porto Alegre, em 1931. Tomou parte ativa na Revolução de 1930, acompanhando como capitão-médico o primeiro piquete a entrar em Itararé. Casou-se com Zilá Lopes, com quem teve três filhos - José Antônio, Laura e Nuno Renan. Formado estabeleceu-se em Santiago do Boqueirão, onde residiu pelo resto da vida.
Colaborou com a Revista Kodak, com poesias líricas e simbolistas, também com a Illustração Pelotense. Assinava suas obras com o pseudônimo Júlio Sérgio de Castro ou J.S. de C..

## Obras
- Romances de estância e querência.  Porto Alegre: Editora Globo, 1959.  182 p.
- Memórias do Coronel Falcão[3]
- Itinerário - Poemas de Cada Instante [3]